# Eesti Jalgpalli Liit
Der Eesti Jalgpalli Liit (EJL) ist der estnische Fußballverband. Er hat seinen Sitz in Tallinn.
Der EJL ist zuständig für die Organisation des Fußballs in Estland und ist somit unter anderem für die Estnische Fußballnationalmannschaft verantwortlich. Er ist zudem Ausrichter der höchsten estnischen Ligen Meistriliiga und Esiliiga sowie des Estnischen Pokals.
Der Fußballverband Estlands wurde 1921 drei Jahre nach der Unabhängigkeit gegründet und trat zwei Jahre darauf der FIFA bei. Während der Zeit der sowjetischen Okkupation nach dem Zweiten Weltkrieg war der Verband aufgelöst und wurde 1992 nach der erneuten Unabhängigkeit wieder Mitglied der FIFA und erstmals der UEFA.

## UEFA-Fünfjahreswertung
Platzierung in der UEFA-Fünfjahreswertung:
(in Klammern die Vorjahresplatzierung). Die Kürzel CL, EL und CO hinter den Länderkoeffizienten geben die Anzahl der Vertreter in der Saison 2026/27 der Champions League, der Europa League sowie der Conference League an.
- 43.  (44)  Litauen (Liga, Pokal) – Koeffizient: 8.250 – CL: 1, EL: 0, CO: 3
- 44.  (40)  Liechtenstein (Pokal) – Koeffizient: 8.000 – CL: 0, EL: 0, CO: 1
- 45.  (48)  Estland (Liga, Pokal) – Koeffizient: 7.957 – CL: 1, EL: 0, CO: 3
- 46.  (47)  Albanien (Liga, Pokal) – Koeffizient: 7.875 – CL: 1, EL: 0, CO: 3
- 47.  (53)  Montenegro (Liga, Pokal) – Koeffizient: 7.208 – CL: 1, EL: 0, CO: 3

Stand: Ende der Europapokalsaison 2024/25